# آداپیسیان
آداپیسیان(نام علمی: Adapidae) نام یک تیره از زیرراسته آداپیس‌سانیان است.